# Bogdán István (festő)
Bogdán István (Budapest, 1943. június 5.–) festő, grafikus, heraldikus, heraldikai szakíró és illusztrátor.

## Élete
Felmenői közül többen is szívesen foglalkoztak festéssel, köztük nagyapja és apja is – aki az Országos Levéltár történésze volt –, így már ő maga is fiatalon grafikusnak készült, alkalmazott grafikát és festészetet tanult. Elsősorban akvarelltechnikát használ, de fémmel is dolgozik: lakóhelyén, Solymáron 1982-ben Szent Vendelt ábrázoló köztéri réz domborművet készített, 1989-ben korábbi feljegyzések alapján rekonstruálta a községi hősök emlékművén lévő címerről 1949-ben eltávolított koronát, 2009-ben pedig a PEMŰ 50 éves évfordulójára készített emlékdomborművet.
Szakterülete a heraldika – egyik fő küldetésének a családi címerek hiteles megfestését tekinti –, több száz családi címert és heraldikus ábrázolást festett. 1990-ben heraldikailag helyes, új címert tervezett Solymár számára is, amit az önkormányzat képviselő-testülete el is fogadott és rendeletet hozott a használatáról. A lakosság hangadó része nem fogadta el a változást, és visszakövetelte a Bokros Ferenc által festett megszokott, romantizáló stílusú, címertanilag viszont helytelen eredetit; a vitát végül maga az alkotó döntötte el azzal, hogy két év után visszavonta a községnek tett felajánlását. Pályáját máskülönben nem a hasonló kudarcok jellemezték: Nagyrábé település például ma is az általa készített címertervet használja.
Fentiek mellett számos más kisebb-nagyobb grafikai alkotása, logóterve, plasztikája ismert, vállalt könyvillusztrálásokat, emblématervezéseket, ő tervezte és készítette a solymári vár kútjának címeres domborművét.